# Martha Moyano
Martha Lupe Moyano Delgado (Callao, 14 de octubre de 1964) es una técnica de enfermería y política afroperuana. Se desempeña como congresista de la república para el periodo 2021-2026 y anteriormente lo fue en 3 periodos. Además, se desempeñó como regidora de Lima desde el 2019 hasta su renuncia en 2021.

## Biografía
Nació en el Callao el 14 de octubre de 1964. Hija de Hermógenes Moyano Lescano y Eugenia Delgado Cabrera. Su hermana fue María Elena Moyano, activista peruana quien fue disparada y dinamitada por el grupo terrorista Sendero Luminoso en Villa El Salvador.
Realizó sus estudios escolares en el Colegio 6069 Pachacútec de Villa El Salvador.
Comenzó sus estudios técnicos de Enfermería, en el Centro de Estudio Andrés Belaúnde, en 1978, y culminó en 1981. Desde el 2010, realizó estudios de Derecho en la Universidad Telesup, misma universidad que cerró sus operaciones debido al no contar con requisitos mínimos para ser licenciada por el Ministerio de Educación.

## Vida política
Su carrera política inició en las elecciones municipales de 1995, donde fue candidata como regidora de Lima por Cambio 90-Nueva Mayoría. Sin embargo, Moyano no resultó elegida.
Intentó la alcaldía de Villa El Salvador, en las elecciones municipales de 1998, por Vamos Vecino, nuevamente sin éxito.

### Congresista (2000-2001)
En las elecciones generales del 2000, Moyano fue elegida como congresista de la República por la alianza Perú 2000, con 25 802 votos, para el periodo parlamentario 2000-2005.
En noviembre del 2000, su cargo parlamentario fue reducido hasta el 2001 tras la publicación de los Vladivideos y la renuncia de Alberto Fujimori a la presidencia de la república, mediante un fax desde Japón. En el mismo año, se convocaron a nuevas elecciones generales para el 2001, donde Moyano intentó su reelección al Congreso, por Cambio 90-Nueva Mayoría, sin tener éxito.

### Congresista (2001-2011)
En agosto del 2001, tras la destitución a la congresista Carmen Lozada por actos de corrupción, Moyano fue convocada por el Congreso para ocupar el cargo. Juró como congresista accesitaria para el periodo parlamentario 2001-2006.
Postuló a la reelección en las elecciones del 2006 por Alianza por el Futuro y logró ser reelegida para el periodo 2006-2011.
Durante su labor parlamentaria, fue segunda vicepresidenta de la Mesa Directiva presidida por Luis Gonzales Posada (2007-2008). Entre 2009 y 2011, cumplió su labor de congresista en las diferentes comisiones de trabajo del Congreso la República, como son: Descentralización, Constitución, Vivienda y Levantamiento de Inmunidad. 
Culminando su labor legislativa, Moyano intentó nuevamente su reelección al Congreso en las elecciones del 2011 por Fuerza 2011 liderado por Keiko Fujimori. Sin embargo, no resultó reelegida.

### Regidora de Lima
En las elecciones municipales del 2018, Moyano fue elegida regidora de Lima, por Fuerza Popular, para el periodo municipal 2019-2022.
Renunció en el 2020 para participar como candidata al Congreso en las elecciones del 2021.

### Congresista (2021-2026)
En las elecciones generales del 2021, fue nuevamente elegida congresista de la República por Fuerza Popular, con 23 262 votos, para el periodo parlamentario 2021-2026.
En julio del 2022, participó como candidata a la primera vicepresidencia del Congreso en la lista liderada por Lady Camones de Alianza para el Progreso donde resultó elegida como presidenta del Congreso para el periodo legislativo 2022-2023. Sin embargo, Camones terminó siendo vacada del cargo ante la difusión de un audio con su líder César Acuña y Moyano tuvo que asumir la presidencia de manera interina desde el 5 hasta el 12 de septiembre del mismo año. Fue reemplazada por José Williams quien resultó elegido por amplia mayoría.

## Controversias

### Sentencia por difamación
El 22 de enero de 2019, fue sentenciada a dos años de prisión suspendida por el delito de difamación agravada. Acusó a Jenny Romero Coro, en el 2017, de ser partícipe del asesinato de María Elena Moyano. En primera instancia fue sentenciada, pero, luego de la apelación, la sentencia fue archivada.

### Declaraciones de Jaime Villanueva
En las declaraciones de Jaime Villanueva tras el escándalo de corrupción en el Ministerio Público, Villanueva declaró que Moyano le pidió a la entonces fiscal de la Nación, Patricia Benavides, que remueva a Rafael Vela y a José Domingo Pérez. Las interacciones entre Moyano y Villanueva, asesor de Benavides, fueron disminuyendo con el paso del tiempo debido a que Moyano "le venía pidiendo muchas cosas" a Benavides. Además, Moyano le reclamó a Benavides por abrir investigación por genocidio a Dina Boluarte y Alberto Otárola en el contexto de las muertes producidas durante la convulsión social.